# Weinbrand

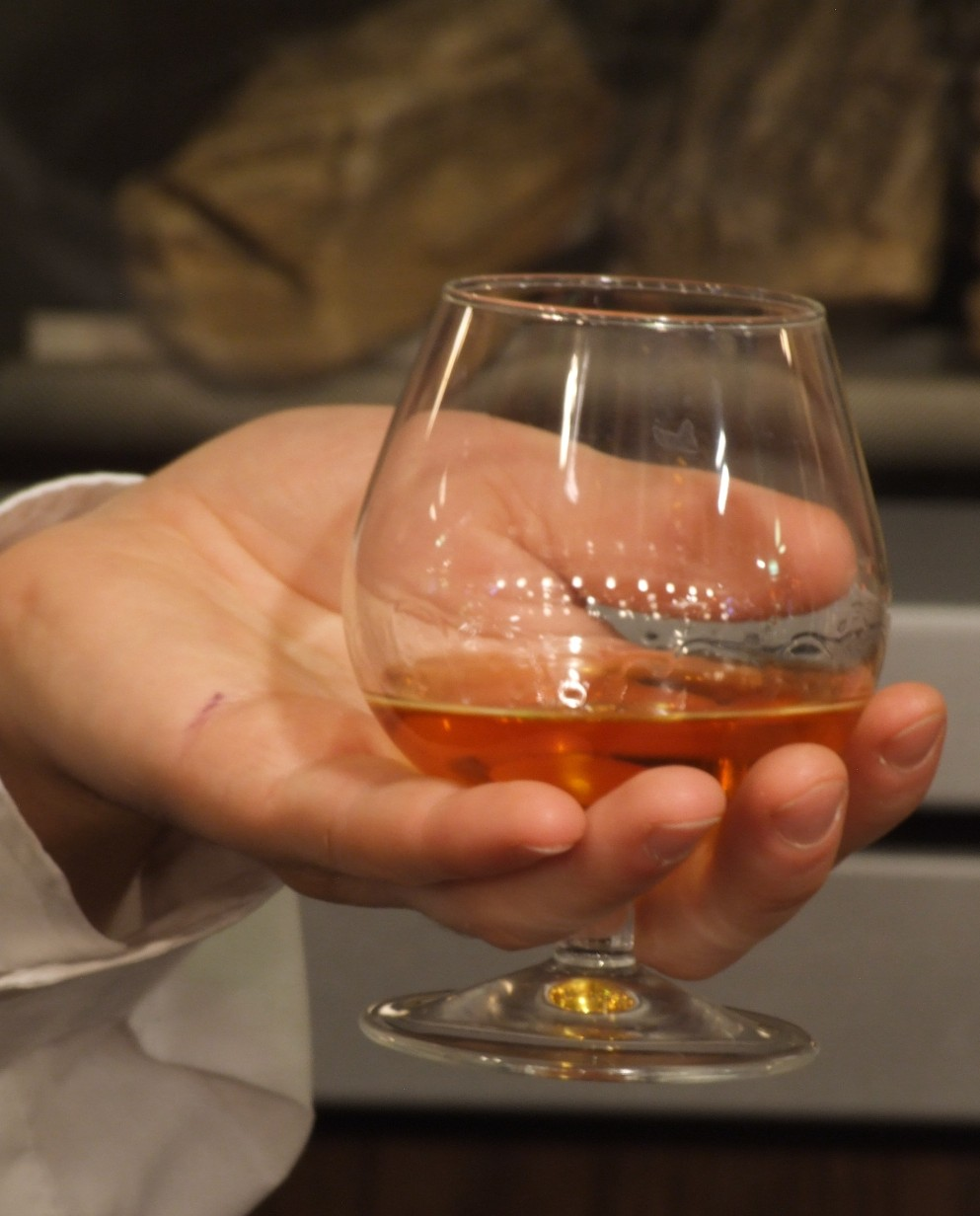
Cognac in einem typischen Weinbrandschwenker

Weinbrand ist ein Gattungsbegriff für Spirituosen aus einem Weindestillat. Als Handelsbezeichnung ist der Begriff „Weinbrand“ EU-rechtlich definiert und insbesondere vom Branntwein und anderen Spirituosen abgegrenzt.

## Geschichte
Destillate aus Wein gehören zu den ältesten Spirituosen der Welt. Vermutlich wurden bereits seit 1000 n. Chr. im Gebiet der heutigen Türkei höherprozentige alkoholische Getränke aus Wein gebrannt. In Europa verbreiteten sich Weindestillate im Hochmittelalter und wurden zunächst vor allem zu medizinischen Zwecken genutzt. Für das 12. Jahrhundert ist die Weindestillation mit Salz belegt. Im 13. Jahrhundert erfolgte mit der Entwicklung der Destillationstechnik die weitere Verbreitung von Literatur zur Alkoholgewinnung (vor allem als Weingeist bzw. Weinbrand) und von Alkoholrezepten. Bedeutende Verfasser sind etwa Petrus Hispanus, Taddeo Alderotti, ein Pseudo-Albertus Magnus, Vitalis de Furno, Arnaldus de Villanova und Johannes de Rupescissa.

## Begriffsgeschichte
Über das mittelniederdeutsche brandewīn entstand der englische Begriff brandy wine. Dieser zu „Brandy“ verkürzte Name wird in vielen europäischen Ländern wie England, Italien und Spanien benutzt, im Deutschen beispielsweise oft in Cocktailrezepten. Die einschlägige EU-Verordnung setzt heute Brandy und Weinbrand gleich.
Bis ins frühe 20. Jahrhundert wurde Weinbrand im Deutschen in der Regel als „Cognac“ bezeichnet und zwar unabhängig davon, ob er aus der Region Cognac kam oder nicht. Den Begriff „Weinbrand“ (vgl. frühneuhochdeutsch brantewin und ähnliche Wortbildungen) gibt es erst etwa seit der Wende zum 20. Jahrhundert.
Im Jahre 1900 befasste sich der „Verband selbstständiger öffentlicher Chemiker“ mit der Untersuchung und Beurteilung von Cognac, einschließlich der Frage, ob als Cognac nur reine Weindestillate bezeichnet werden dürften, die keinen Industrie- oder Agraralkohol aus anderer Herkunft enthielten. Die Beratungen fanden unter Beteiligung mehrerer Vertreter der Cognac-Industrie statt. Auf der 6. Hauptversammlung des Verbandes 1901 in Gera wurde ein Kriterienkatalog angenommen, in dem es unter anderem heißt:
Cognac, welcher unter einer Bezeichnung in den Verkehr gebracht wird, die den Anschein erwecken muss, dass es sich um reines Weindestillat handelt, darf seinen Alkoholgehalt nur dem Destillat aus Wein oder Tresterwein verdanken. Die Versammlung erklärt, dass sie den Namen „Cognac-Weinbrand“ als eine geeignete Bezeichnung für derartigen Cognac ansieht.
In den folgenden Jahren begann das Wort in der Produktkennzeichnung benutzt zu werden. 1907 meldete die Firma Asbach & Co. ein Etikett für Asbach „alt“ als Wort-Bildmarke an, auf dem die Behauptung zu lesen stand:
Asbach „alt“ ist ein echter alter Weinbrand-Cognac erzeugt aus edlen erlesenen Weinen.
Mit dem Weingesetz von 1909 wurde in § 18 festgelegt, dass die Bezeichnung „Kognak“ nur für Trinkbranntwein zulässig war, dessen Alkohol ausschließlich aus Wein gewonnen wurde. Die Bezeichnung „Weinbrand“ wurde in dem Gesetz nicht erwähnt; ihre qualifizierende Funktion war im Übrigen durch die strengere Vorschrift hinfällig geworden. Nichtsdestoweniger wurde sie weiterhin verwendet.
Nach der deutschen Niederlage im Ersten Weltkrieg zwang Frankreich das deutsche Reich, den in Frankreich geltenden Schutz für bestimmte Herkunftsangaben zu respektieren (der sogenannte Champagnerparagraph des Versailler Vertrages); dazu zählte unter anderem die Bezeichnung „Cognac“ als Herkunftsangabe der Region Cognac. Da sie somit als Name für reine Weindestillate nicht mehr zur Verfügung stand, novellierte der Reichstag 1923 das Weingesetz und führte die Bezeichnung „Weinbrand“ zu diesem Zweck ein:
§ 18. Trinkbranntwein, dessen Alkohol ausschließlich aus Wein gewonnen und der nach Art des Kognaks hergestellt ist, darf im geschäftlichen Verkehr als Weinbrand bezeichnet werden. […]
Damit war „Weinbrand“ die gesetzlich festgelegte Bezeichnung und erlangte breite Bekanntheit.

## Definition
Weinbrand ist EU-weit ein geschützter Begriff für eine Spirituose, deren Alkoholinhalt vollständig aus Wein stammt. Der Alkoholgehalt des ursprünglichen Weindestillats beträgt 52 bis 86 % Vol. Alkohol. Der Mindestalkoholgehalt muss 36 Vol.-% betragen.
Nach den Begriffsbestimmungen für Spirituosen sind Brandy und Weinbrand Spirituosen,
- die aus Branntwein mit oder ohne Zusatz von Weindestillat, das zu weniger als 94,8 Volumenprozent destilliert ist, gewonnen wird, sofern dieses Destillat höchstens 50 Prozent des Alkoholgehalts des Fertigerzeugnisses ausmacht,
- einen Gehalt an flüchtigen Bestandteilen von mindestens 125 Gramm/100 Liter reinen Alkohols und
- einen Methanolgehalt von höchstens 200 Gramm/100 Liter reinen Alkohols aufweist,
- die in Eichenholzfässern gereift sind (mindestens sechs Monate, wenn das Fassungsvermögen der Fässer unter 1000 Litern liegt, mindestens zwölf Monate bei Verwendung größerer Fässer),
- die einen Mindestalkoholgehalt im Allgemeinen von 36 Vol.-% haben (für deutschen Weinbrand: 38 Vol.-%)
- denen in keinerlei Form weiterer Ethanol landwirtschaftlichen Ursprungs zugesetzt wurde.[1][11]

Aromazusätze sind verboten, sofern diese nicht nach traditionellen Verfahren in den jeweiligen Herstellungsländern erlaubt sind. So können teilweise Auszüge aus Vanilleschoten zur Abrundung des Geschmacks beigegeben werden. Ebenfalls erlaubt ist der Zusatz von bis zu 3 Vol.-% Zucker sowie von
Zuckercouleur. Die Farbe ist daher kein Qualitätsmerkmal.
Nicht unter den EU-rechtlichen Begriff von „Brandy“ oder „Weinbrand“ fallen
- weißer Weinbrand, der nicht in Holzfässern gelagert wird und deshalb keine Farbe annimmt,
- Frucht-Brandys (nicht identisch mit Obstbränden) müssen die Bezeichnung der verwendeten Frucht tragen und zählen zu den Likören, zum Beispiel „Cherry Brandy“.

Bei der Herstellung von portugiesischem Portwein vermischt man den angegorenen Traubenmost vor der Lagerung mit Weinbrand. Auch beim spanischen Sherry wird vor der Abfüllung in Fässer der Alkoholgehalt durch Weinbrand erhöht, um längere Lagerzeiten zu ermöglichen.

## Abgrenzung Weinbrand/Branntwein
Nicht verwechselt werden sollte der Begriff Weinbrand mit dem Begriff Branntwein. Im deutschen Sprachraum stellt Branntwein spätestens seit dem 19. Jahrhundert eher den (vor allem steuerrechtlichen) Überbegriff für alle Spirituosen sowie Mischungen aus Spirituosen ab einem definierten Alkoholgehalt dar. Beim steuerrechtlichen Branntwein handelt es sich daher oft nicht um ein Destillat aus Wein, sondern aus einer Vielzahl zucker- und stärkehaltiger Ausgangsprodukte. Hierzu gehören Obst, Getreide oder Kartoffeln (Siehe auch: Agraralkohol). Andererseits definiert das neuere EU-Recht Branntwein sehr wohl wieder als Weindestillat.

## Erzeugerländer und Produkte

### Deutschland
Ein Weinbrand deutscher Provenienz ist der seit 1892 in Rüdesheim am Rhein hergestellte „Asbach Uralt“. Ein anderer Weinbrand aus Deutschland ist „Chantré“ aus Eltville am Rhein. Das nach dem Geburtsnamen der Frau des Familienunternehmers Ludwig Eckes benannte Getränk, das seit 1953 vertrieben wird, steht mit rund 13 Millionen Flaschen (2007) auf Rang zwei der meistverkauften Spirituosen in Deutschland (Quelle: IRI, Handelspanel). Die Marke gehört den Sektkellereien Rotkäppchen-Mumm.
Wenn Weinbrand die Bezeichnung „Deutscher Weinbrand“ trägt, ist ein Mindestalkoholgehalt von 38 Vol.-% vorgeschrieben. Zudem muss „Deutscher Weinbrand“ eine amtliche Prüfungsnummer auf dem Etikett aufweisen. Da „Asbach Uralt“ und „Chantré“ nur einen Alkoholgehalt von 36 % aufweisen und keine amtliche Prüfnummer besitzen, handelt es sich namensrechtlich bei beiden nicht um „Deutschen Weinbrand“. Anders verhält es sich bei der Marke „Zinn 40“ aus dem Haus Eckes.
„Wilthener Goldkrone“ aus Wilthen in der Oberlausitz in Sachsen ist zum einen wegen seiner 28 Vol.-% kein Weinbrand, zum anderen, weil es sich um einen Weinbrandverschnitt handelt, der aus Weinbranddestillat und einem Zusatz von Agraralkohol besteht. Auf dem Etikett ist er als „Spirituosenspezialität“ deklariert, die bereits in der DDR gebrannt wurde, hierzu gehörte ebenfalls der „Meeraner Urahn“. Die heute zur Hardenberg-Wilthen AG gehörende Marke „Wilthener Goldkrone“ stammt allerdings aus einem Haus mit einer Weinbrandtradition seit Mitte des 19. Jahrhunderts. So bietet Hardenberg-Wilthen ebenfalls Weinbrände in VSOP- und XO-Qualität an („WILTHENER Nr. 1“).

### Frankreich
Aufgrund der wechselvollen deutsch-französischen Begriffsgeschichte von Cognac und „Weinbrand“ weicht die augenblicklich noch verbreitete deutsche Bezeichnung vieler Spirituosen aus französischen Weindestillaten als „Weinbrand“ vom geltenden EU-Recht ab. So sind die als Eau-de-vie de vin geografisch geschützten Spirituosen wie der Eau-de-vie de vin de Cognac als „Branntwein“ geschützt.
Weinbrände aus Weinen der Departements Charente und Charente-Maritime können als Cognac bezeichnet werden. Der Brennvorgang erfolgt in zwiebelförmigen Brennblasen. Die Mindestlagerung beträgt 30 Monate in Holzfässern aus Eichenholz aus den Wäldern des Limousin. Cognac muss einen Alkoholgehalt von mindestens 40 Volumenprozent aufweisen.
Weinbrände aus dem Gebiet Gascogne heißen Armagnac. Dieser wird, im Gegensatz zu Cognac, nicht im Doppelbrandverfahren („Destillation Charentaise“), sondern in einem einmaligen Brenndurchgang erzeugt. Bei der sogenannten „Méthode Armagnac“ werden Rohbrand und Feinbrand in einem einzigen Brennprozess kombiniert. Auch Armagnac ist eine geschützte geografische Herkunftsbezeichnung für französische Weinbrände.

### Spanien
Spanien ist das Land mit der wahrscheinlich längsten Brandy-Tradition Europas und der größte Brandy-Produzent der Welt. 90 % der spanischen Brandys kommen aus der Region um Jerez de la Frontera an der Atlantikküste. Dieses Erzeugnis ist seit 1987 unter der Bezeichnung Brandy de Jerez geschützt und seine Herstellung wird von einem Kontrollorgan – dem Consejo Regulador – nach strengen Kriterien überwacht. Es handelt sich um den einzigen Brandy weltweit mit einer von der EU zugelassenen Herkunftsbezeichnung. Bei spanischen Brandys kommt ein besonderes Destillationsverfahren zur Anwendung, dabei werden zwei völlig verschiedene Destillate verwendet (Holandas und Destilados). Die Holandas bestehen zu 60 bis 65 Prozent aus Alkohol und können als der eigentliche Träger des Brandy-Aromas bezeichnet werden. Die Destilados haben einen Alkoholgehalt von 84 bis 86 Prozent, sind aromatisch eher neutral und sorgen in Kombination mit den eigentlichen Aromaträgern für einen leichteren und feineren Geschmack. Von ganz besonderer Bedeutung ist beim spanischen Brandy das Verfahren der Lagerung und Alterung (Solera-Verfahren), das man bei der Herstellung von Cognac oder Weinbrand nicht kennt. Zumeist lagert der Brandy in Fässern aus amerikanischer weißer Steineiche, die in aller Regel zuvor bereits zur Sherry-Lagerung dienten. Dem Solera-Verfahren ist eine jahrgangsweise Lagerung unbekannt. Vielmehr haben die jeweiligen Destillate im Laufe ihrer Reifeperiode eine bestimmte Anzahl von Fassreihen zu „durchwandern“. Nach dem ersten Jahr wird hierbei nur ein Teil des jungen Destillats entnommen und in ein Fass der zweiten Reihe gefüllt, aus dem man wiederum einen Teil in ein Fass der dritten Reihe gepumpt hat. Die Fässer der ersten Reihe werden mit frischem, völlig ungealtertem Destillat aufgefüllt. Nur das Destillat aus der letzten Reihe dient zur Herstellung des endgültigen Brandys. Je nach Produkt kann die Anzahl der Solera-Stufen unterschiedlich sein, vom hochwertigen Brandy „Gran Duque d'Alba Oro“ aus der Bodega „Williams & Humbert“ ist zum Beispiel ein 12-stufiges Solera-Verfahren bekannt. Ergebnis dieses aufwändigen Systems ist es, dass über sehr lange Zeiträume eine gleich bleibende Qualität gewährleistet ist. Das Solera-Verfahren findet seinen Abschluss mit der Mischung der Holandas und Destilados und der erneuten, zum Teil mehrere Monate (oder auch Jahre) andauernden Lagerung. Der Trinkstärke-Alkoholgehalt (beim Brandy de Jerez ist ein Alkoholgehalt von 36 bis 45 Volumenprozent üblich) wird durch Zusatz von Wasser erreicht.
Der spanische Brandy kennt drei unterschiedliche Qualitätsstufen:
SoleraBevor ein Brandy Solera genannt werden darf, muss er mindestens sechs Monate fassgelagert sein, in der Regel reift er sogar 18 Monate. Er hat noch eine helle Farbe, ist leicht und besitzt einen frischen Weingeschmack.
Solera ReservaFür diesen Brandy ist Reifung im Fass von zwölf Monaten festgelegt. Auch er reift meistens wesentlich länger (bis zu fünf Jahre). Das Durchschnittsalter dieses edlen Brandys beträgt 3 Jahre. Er ist dunkler und aromatischer als der Brandy Solera.
Solera Gran ReservaFür diese höchste Güteklasse sind 36 Monate Lagerzeit in Fässern vorgeschrieben, diese Mindestvorgabe wird jedoch oft um ein Vielfaches überschritten. In solchen Brandys finden sich Nuancen von Kaffee, Schokolade, Karamell mit feinen Vanillenoten, manchmal auch von Rosinen oder Pflaumen. Durchschnittlich reifen Brandys der Qualitätsstufe Solera Gran Reserva heute mindestens acht bis 15 Jahre, viele auch 25 Jahre und mehr. In letzter Zeit kommen sehr alte Brandys mit einem Alter von 50, 60 und teilweise sogar 70 und 100 Jahren auf den Markt.

### Italien
In Italien wird seit Jahrhunderten Weinbrand hergestellt; sehr bekannt ist der Vecchia Romagna. Er wird seit 1820 in Bologna destilliert, die Grundlage bilden Weißweine aus der Emilia-Romagna, gekeltert aus der Trebbiano-Traube. Diese ist in Frankreich unter dem Namen Ugni Blanc bzw. Saint-Émilion bekannt und bildet dort die Grundlage des Cognac. Derzeit werden zwei Qualitäten des Vecchia Romagna in Deutschland angeboten: der Etichetta Nera – er lagert mindestens drei Jahre in Limousin-Eichenfässern und hat 38 Volumenprozent Alkoholgehalt – und der Vecchia Romagna Riserva, der mindestens zehn Jahre in Limousin-Eichenfässern lagert und 40 Volumenprozent Alkohol enthält. Früher bekam man in Deutschland noch den Vecchia Romagna Rara mit mind. 15-jähriger Lagerung und 40 Volumenprozent Alkohol.

### Portugal
Auch in Portugal hat das Herstellen von Weinbränden eine lange Tradition, einer der bekanntesten ist wohl der Macieira. Dieser wird seit 1885 hergestellt, Grundlage bilden Weine aus der Arinto, Periquita, Trincadeira und Fernão Pires Traube. Er besitzt nur einen Alkoholgrad von 36 % und lagert mindestens sechs Monate in Eichenfässern, bevor er abgefüllt wird.

### Armenien
Der Armenische Brandy, meist als Armenian Brandy bezeichnet, ist ein reines Weindestillat. Der gesetzlich geschützte Begriff Armenischer Weinbrand bezeichnet hochwertigen Weinbrand aus Armenien, dessen Grundwein nur aus einheimischer Produktion stammen darf. Außerhalb der EU wird auch der Begriff „Armianskij Konjak“ genutzt.

### Georgien

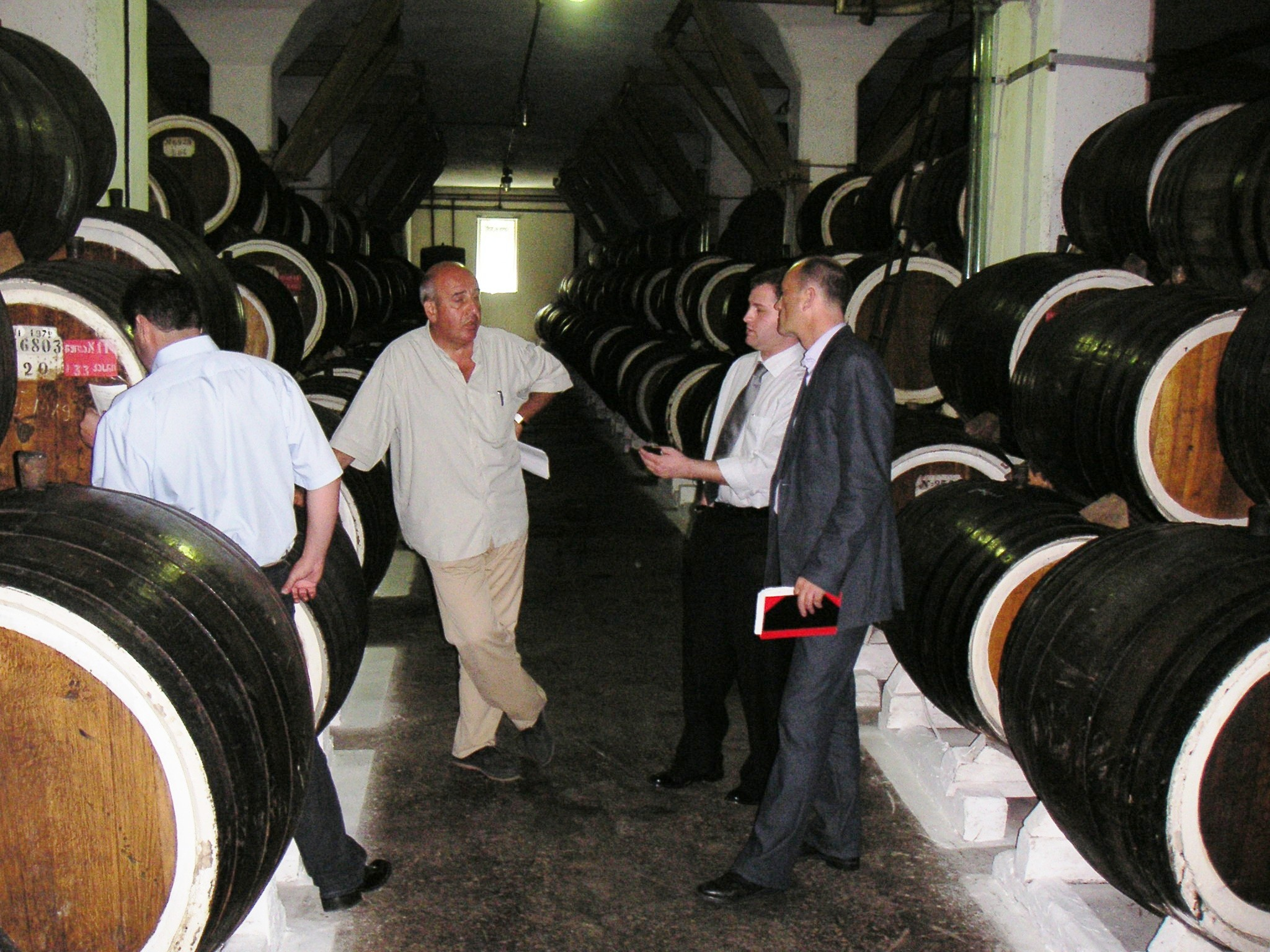
David Saradschischwili und Eniseli, Destillatkeller

In Georgien begann Dawit Saradschischwili 1884 mit der Produktion von Weinbrand. Die Produktionsschritte sind den charentaiser Methoden vergleichbar. Hauptexportmarkt ist Russland, wo georgischer Weinbrand als „Cognac“ verkauft werden darf. Das Etikett muss allerdings kyrillisch beschriftet sein.

### Moldau und Transnistrien
Auch die Republik Moldau und deren de facto unabhängiger Landesteil Transnistrien sind Herstellungsregionen von Weinbrand. Der vermutlich bekannteste Produzent der Region ist das Unternehmen Kvint, dessen Produkte auch international vertrieben werden. Lokal werden die in Moldau und Transnistrien hergestellten Weinbrände meist als „Cognac“ bezeichnet, im Export jedoch zumeist als „Brandy“.

### Chile und Peru
In Chile und Peru existiert eine lange Tradition der Weinbrandherstellung. Diese werden dort unter der Bezeichnung Pisco vertrieben.
Der Alkoholgrad eines peruanischen Pisco muss zwischen 38 % vol. und 48 % vol. liegen.

### Norwegen
Der norwegische Brandy besteht in aller Regel aus gebranntem Wein unter Zusatz von einheimischem Alkohol, der zumeist aus Kartoffeln gewonnen wird. EU-rechtlich handelt es sich wegen der Zugabe des landwirtschaftlichen Alkohols weder um einen Branntwein noch um einen Brandy oder Weinbrand.

### USA
In den Vereinigten Staaten versteht man unter Brandy in- und ausländische Alkoholika, die aus reinem Weinalkohol hergestellt werden, also sowohl Cognac als auch Weinbrand.

### Ungarn
In Ungarn wird ein aus Traubenweindestillat (unter Zusatz von Aromastoffen) hergestelltes Erzeugnis als „Brandy“ bezeichnet.

### Ehemaliges Jugoslawien
Im Serbokroatischen heißt der Weinbrand „Vinjak“. Den ersten heimischen Vinjak produzierte Dragoljub Marković aus Aleksandrovac in Serbien 1933; Marković hatte die Weinbrandherstellung in Paris erlernt. Ursprünglich wurde der Vinjak unter dem Namen Cognac vertrieben, musste allerdings aufgrund der Markenrechte in den heutigen Namen umbenannt werden, der sich dann zur allgemeinen Bezeichnung für Weinbrand entwickelte.